# Ectecephala argentina
Ectecephala argentina är en tvåvingeart som först beskrevs av Malloch 1934.  Ectecephala argentina ingår i släktet Ectecephala och familjen fritflugor. Inga underarter finns listade i Catalogue of Life.